# Remig Stumpf
Remig Stumpf (Schweinfurt, 25 maart 1966 - Bergrheinfeld, 14 mei 2019) was een Duits wielrenner. Hij was actief op zowel de weg als de baan en professional tussen 1988 en 1993

## Carrière
Als belofte won Stumpf in 1986 in één seizoen de Ronde van Keulen, Rond om Düren en het eindklassement van de Ronde van Berlijn. Het jaar er op werd hij nationaal kampioen tijdrijden bij de amateurs. Hij kwalificeerde zich tevens voor de Olympische Zomerspelen in 1988. Hij deed mee aan zowel de wegrit, als de ploegentijdrit. Op de wegrit eindigde hij als 14e, op de ploegentijdrit werden de West-Duitsers zesde. Naast Remig bestond de West-Duitse ploeg uit Bernd Gröne, Ernst Christl en Rajmund Lehnert.
Na de Spelen van 1988 werd Stumpf professioneel wielrenner en reed voor onder meer Toshiba en Team Deutsche Telekom. In het begin van de jaren '90 nam hij tweemaal deel aan de Ronde van Frankrijk, maar haalde beide keren Parijs niet. In 1993 beëindigde hij zijn carrière.

## Dood
De 53-jarige Stumpf overleed samen met zijn vrouw Mirjam bij een familiedrama. Uit de autopsie bleek dat Stumpf eerst zijn vrouw heeft gedood en vervolgens brand heeft gesticht en zelfmoord heeft gepleegd.

## Belangrijkste overwinningen

### Baanwielrennen
| Jaar | NK | EK | WK | Overig               |
| ---- | -- | -- | -- | -------------------- |
| 1991 |    |    |    |                      |
| 1992 |    |    |    | Zesdaagse van Keulen |
| 1993 |    |    |    | Zesdaagse van Keulen |

### Wegwielrennen
1986
Eindklassement Ronde van Berlijn
Ronde van Keulen
Rond om Düren
1987
 Duits kampioen tijdrijden, Amateurs
13e etappe Vredeskoers
4e etappe deel A en 5e etappe Ronde van Nedersaksen
Internationale Ernst-Sachs-Tour
1988
 Duits kampioen ploegentijdrit, Amateurs
 Duits kampioen tijdrijden, Amateurs
4e etappe Ronde van Vaucluse
6e etappe Ronde van Cuba
Internationale Ernst-Sachs-Tour
1989
1e, 3e en 5e etappe Kellogg's Tour of Britain
Puntenklassement Kellogg's Tour of Britain
4e etappe Vierdaagse van Duinkerke
5e etappe deel A Ronde van Zwitserland
1990
1e etappe deel B Ronde van Valencia (individuele tijdrit)
1991
1e etappe Vierdaagse van Duinkerke
1993
4e etappe Ronde van Valencia

## Resultaten in voornaamste wedstrijden
| Jaar | Ronde van Italië | Ronde van Frankrijk | Ronde van Spanje |
| ---- | ---------------- | ------------------- | ---------------- |
| 1988 |                  |                     |                  |
| 1989 |                  |                     |                  |
| 1990 |                  |                     |                  |
| 1991 |                  | opgave              |                  |
| 1992 |                  | opgave              |                  |

| Jaar | Milaan-San Remo | Gent-Wevelgem | Ronde van Vlaanderen | Parijs-Roubaix | Omloop Het Volk | Parijs-Tours | Dwars door Vlaanderen |
| ---- | --------------- | ------------- | -------------------- | -------------- | --------------- | ------------ | --------------------- |
| 1988 |                 |               |                      |                |                 | 69e          |                       |
| 1989 | 77e             | 12e           |                      |                | Brons           | 114e         |                       |
| 1990 |                 | 118e          | 43e                  | 32e            |                 |              |                       |
| 1991 |                 | 122e          |                      | 56e            |                 |              | ↑                     |
| 1992 |                 |               |                      |                |                 |              |                       |

## Ploegen
- 1988 –  Toshiba-Look (vanaf 01-10)
- 1989 –  Toshiba-Kärcher-Look
- 1990 –  Toshiba
- 1991 –  Histor-Sigma
- 1992 –  Team Deutsche Telekom
- 1993 –  Collstrop-Assur Carpets